# 塞爾維亞新民主黨
塞爾維亞新民主黨（羅馬化：Nova Demokratska stranka Srbije），2022年以前名为塞尔维亚民主党，是1992年選舉前不久從民主黨分裂出來的一個政黨，為民主行動聯盟的主要成员，傾向右翼。在1993年塞尔维亚选举中，該黨贏得百5.1%的選票、取得7席。並加入塞尔维亚社会党領導的政府。